# William Pinkney Whyte
William Pinkney Whyte, född 8 augusti 1824 i Baltimore, Maryland, död 17 mars 1908 i Baltimore, Maryland, var en amerikansk demokratisk politiker. Han representerade delstaten Maryland i USA:s senat 1868–1869, 1875–1881 och från 1906 fram till sin död. Han var guvernör i Maryland 1872–1874.
Whyte föddes som William Pinkney White i Baltimore. Han var son till Joseph och Isabella White. Morfadern William Pinkney hade tjänstgjort som USA:s justitieminister 1811–1814.
Whyte studerade vid Harvard Law School 1844–1845. Han inledde 1846 sin karriär som advokat i Baltimore. Han var ledamot av Maryland House of Delegates, underhuset i delstatens lagstiftande församling, 1847–1849.
Senator Reverdy Johnson avgick 1868 och Whyte blev utnämnd till senaten. Han efterträddes 1869 av William Thomas Hamilton. Whyte efterträdde 1872 Oden Bowie som guvernör. Han avgick 1874 och efterträddes av James Black Groome. Whyte efterträdde sedan 1875 Hamilton som senator. Han valde 1881 att kandidera för borgmästare i Baltimore i stället för att ställa upp för omval som senator. Whyte fick inga motkandidater i borgmästarvalet och han efterträdde 1881 Ferdinand Claiborne Latrobe som borgmästare. Han efterträddes 1883 i det ämbetet av företrädaren Latrobe.
Whyte var delstatens justitieminister (Attorney General of Maryland) 1887–1891. Senator Arthur Pue Gorman avled 1906 i ämbetet och efterträddes av Whyte. Han avled i sin tur i ämbetet år 1908 och gravsattes på Green Mount Cemetery i Baltimore.